# Georgij Antonov
Georgij Antonov (Varsavia, 1880 – New York, 1959) è stato un fisico polacco. 
A lui dobbiamo l'enunciazione della regola di Antonov, secondo la quale trovandosi a contatto due liquidi tra i quali è presente una mutua solubilità, la tensione interfaciale corrisponde alla differenza tra le tensioni superficiali degli strati liquidi saturi a contatto.